# Pedro Guimón
Pedro Guimón Eguiguren (1878-1936) fue un arquitecto español. 
Pedro Guimón inició su actividad en el territorio de Vizcaya a en los primeros años del siglo XX, siendo un referente en el estilo denominado modernismo y el racionalismo. Forma parte de la generación de arquitectos "expresionistas" que se inspiraron en la tradición histórica vasca y las tendencias decorativas y modernistas para crear el llamado estilo "neovasco" o "vasco-andaluz".
Muchas de sus obras han sido derribabas aunque todavía se pueden observar bastantes edificios de su autoría por Vizcaya y Guipúzcoa como la casa de Ignacio Zuloaga en la localidad guipuzcoana de Zumaya, la cofradía de pescadores de Ondárroa (la denominada "cofradía vieja") o la iglesia de los Trinitarios de Algorta.
Junto a la obra arquitectónica realizó diferentes trabajos de investigación sobre la arquitectura popular e histórica vasca que difundió mediante artículo, conferencias y libros. 

## Biografía
Pedro Guimón Eguiguren nació en la localidad vizcaína de Ondárroa, aunque algunas fuentes señalan como localidad de nacimiento Bilbao) el 14 de enero de 1878. Tras finalizar los estudios primarios, ingresó en el instituto de Bilbao para realizar el bachillerato que finalizó en el colegio de los padres dominicos de Vergara, en Guipúzcoa. Una vez finalizado el bachillerato se trasladó a Barcelona para realizar el curso preparatorio de ingreso a la Escuela de Arquitectura de Barcelona. Hizo algunos de los cursos de la carrera en la Escuela de Arquitectura de Madrid y se licencio en Barcelona en 1902. En Barcelona recibió clases, entre otros, del arquitecto catalán Lluís Domènech i Montaner, uno de los principales representantes del modernismo catalán junto a Antoni Gaudí.
Tras la obtención del título volvió a Vizcaya y obtuvo una beca de la Diputación Foral de Vizcaya para Estudio de construcciones agrícolas en el País Vasco. Esto le permitió, entre 1902 y 1906, seguir su formación viajando por Italia, Francia, Bélgica, Holanda, Alemania, Austria, Suiza e Gran Bretaña. Tras ese periodo formativo europeo migró del modernismo influenciado por la Escuela Catalana al modernismo llamado austriaco, vienés o de secesión, que plasmaría en sus primeras casas individuales como grupos de casas.
De vuelta a Bilbao abrió un estudio de arquitectura en el Casco Viejo desde donde realizó su labor profesional. Obtuvo la plaza de arquitecto municipal de Ondárroa donde realizó diferentes obras como el edificio de la Cofradía de Mareantes de Santa Clara (actualmente conocido como "Cofradía Vieja"). 
Desde su estudio del Casco Viejo optó a diferentes concursos como el del Museo de Bellas Artes de Bilbao, la sede del Banco de Bilbao, el edificio de la Sociedad Bilbaína, la catedral Nueva de Vitoria e incluso la ampliación del ensanche bilbaíno y el monumento a los Fueros Vascos, estos en colaboración con Ricardo Bastida. Quedó primero en la sede del Banco de Bilbao y consiguió una mención en el certamen de fachadas de Bilbao en 1906 con un proyecto de chalétintorería de estilo modernista, que aunque no fue del todo del gusto de Guimón, ha sido una de sus obras más difundidas y valoradas.
En la primera etapa profesional desarrollo sus trabajo en diferentes estilos como el modernismo, el “neomedievalismo” y un academicismo de corte clasicista y el regionalismo, así como diversas modas de la arquitectura británica. Finalmente fue cediendo hacia un estilo "neovasco" inspirado en la tradición popular, ejemplo de ese periodo es la Casa de Ignacio Zuloaga en la localidad Guipuzcoana de Zumaya.
En 1917 construye en las inmediaciones de la playa de Arrigúnaga de Guecho (Vizcaya) su residencia en la que conjuga el estilo neovasco con el andaluz combinando elementos propios del caserío vasco con otros de los cortijos andaluces lo que se llegó a denominar estilo "vasco-andaluz". Esta obra, hoy desaparecida, fue un punto de inflexión su trayectoria y supuso una apuesta por una arquitectura nacional española, en sintonía con algunas tentativas llevadas a cabo por otros destacados arquitectos españoles de la época. 
En 1922 fue uno de los dos arquitectos españoles junto con Rafael González Villar que participó en el concurso internacional para el diseño de la Tribune Tower, promovido por el periódico Chicago Tribune.
En los primeros años de la década de 1930 su obra se decantó por el racionalismo. En ese tiempo Guimón llevó a cabo un ingente número de proyectos entre los que se encuentran algunos inmuebles notables que fueron recogidos por revista especializadas como Propiedad y Construcción.
El inicio de la guerra civil supuso una alteración notable en la vida de Pedro Guimón ya que se inició una prosecución por su ideología nacionalista, tras su fallecimiento en 1936 (otras fuentes señalan 1948) muchos de sus proyecto tuvieron que ser acabado por otros colegas.
Pedro Guimón además de su labor arquitectónica, llevó a cabo una intensa labor de estudio e investigación sobre la arquitectura popular y su recuperación en los nuevos proyectos arquitectónico, en lo que se conoce como regionalismo y el estío "neo-vasco". Sus trabajos se difundieron a través de conferencias y artículos, publicados en libros y revistas especializadas, e incluso, en 1929, prologó la monografía La arquitectura del caserío vasco de Alfredo Baeschlin.

## Desarrollo de estilo
En una época en la que dominaban el Historicismo y el eclecticismo, Guimón y otros arquitectos vizcaínos de la época -Mario Camiña, Teodoro Anasagasti, Emiliano Calixto Amann, Severino Achucarro, Ismael Gorostiza, Ricardo Bastida, este último primo de Pedro Guimón- optaron por un nuevo estilo Art Nouveau que estaba triunfando en Europa. En concreto, Guimón apoyó el modernismo que se desarrolló en Bélgica, Francia y Cataluña. Pero si bien el arquitecto Ondarro a veces apostó por el modernismo, otras veces abordó el eclecticismo y el historicismo, otras veces optó también por el estilo neovasco, y finalmente, también abordó la modernidad y el racionalismo. .

## Su obra arquitectónica
- Hotel Idarreta en Vergara (Guipúzcoa). 1907.
- Cofradía de Mareantes ("Cofradía Vieja") en Ondárroa (Vizcaya). 1922.
- Maskulo Etxea (sede para a Caja Provincial de Vizcaya) en Ondárroa (Vizcaya). 1927.
- Hotel Vega en Ondárroa (Vizcaya).
- Iglesia de la Trinidad en Algorta (Vizcaya). 1916.
- Sede el banco de Bilbao en Bilbao (Vizcaya). 1919.
- Viviendas de la calle Licenciado Poza en Bilbao (Vizcaya).
- Casa de Ignacio Zuluaga en Zumaya (Guipúzcoa). 1915.
- Casa de Rodríguez Larreta en Mar del Plata (Argentina). 1915.
- Laboratorios Oribe de Logroño (La Rioja). 1910.
- Chalé-Tintorería de Francisco Astigüeta en Bilbao (Vizcaya). 1906.
- Gran Hotel en Bilbao (Vizcaya). 1907.
- Casa de Laureano de Salcedo en Guecho (Vizcaya). 1909.
- Casa de Ángel Bilbao, Guecho (Vizcaya), 1916
- Central Telefónica, Arrigorriaga (Vizcaya), 1917.
- Banco de Bilbao, Bilbao, 1918.
- Casa de Ramón Eguía, Guecho (Vizcaya), 1919.
- Casa de Ricardo Gutiérrez, Guecho (Vizcaya), 1929.
- Iglesia de los Padres Trinitarios Guecho (Vizcaya), 1926.
- Casa de vecindad de Higinio Martínez, Guecho (Vizcaya), 1930.
- Casa de vecindad de la Sociedad Fano Ugarte, Bilbao, 1931.
- Casa de vecindad de Francisco Espina, Bilbao, 1933.
- Escuelas, Ondárroa (Vizcaya), 1933.
- Casa de vecindad de Francisco Arechavaleta, Bilbao, 1934.
- Casa de vecindad de José Pérez Monreal, Bilbao, 1935.
- Casa de vecindad de Higinio Zanguitu, Bilbao, 1935.

Desaparecida
- Batzoki de Begoña.
- Casino de Artxanda.
- Casa de la cerveza "La Salve" en Bilbao.
- Kaiobia ("Nido de gaviotas") en Arrigunaga Algorta. Fue su residencia particular. 1917.

## Su obra literaria
Algunas de las obras y escritos de Pedro Guimón fueron:
- El caserío, Bilbao, Lit. Ugarte, año 1907.
- Caserío vasco. ¿Por qué es bello?, en De Vasconia, Bilbao, Casa Lux, año 1912.
- Casas obreras aisladas o agrupadas en el campo o en la ciudad. Hospederías, Hoteles, Casinos Obreros, Colonias y barrios obreros, en VV. AA., Actas del II Congreso de Estudios Vascos, Pamplona, año 1920, págs. 372-379.
- El alma vasca en su arquitectura, en la revista Arquitectura número 57. Año 1924, págs. 166-173.
- El alma vasca en su arquitectura, en D. Roda (ed.), La Arquitectura Moderna en Bilbao, Bilbao, Imprenta Talleres Echeguren, año 1924, págs. 9-16.
- “Prólogo” de La arquitectura del caserío vasco, de Alberto Baechslin. Barcelona, J. Proas S. en C. Año 1930.
- Por el fomento de la edificación, en la revista Propiedad y Construcción, número 98 año 1931, págs. 10-11.